# Robin Morgan
Robin Morgan (* 29. Januar 1941 in Lake Worth, Florida) ist eine amerikanische Schriftstellerin, Journalistin, Lyrikerin und Feministin.

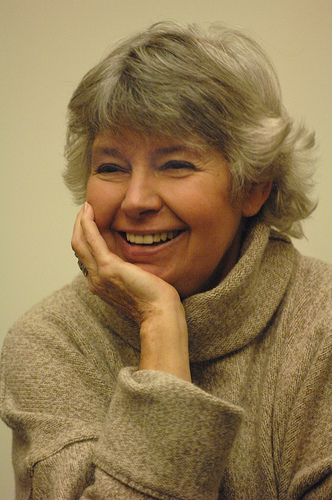
Robin Morgan (2012)

## Leben
Robin Morgan wuchs als Tochter von Faith Berkeley Morgan in einer jüdischen Familie in Florida auf. Bereits im Alter von vier Jahren hatte sie eine eigene Radiosendung, die Little Robin Morgan hieß. Von 1949 bis 1956 spielte sie in verschiedenen Filmen und TV-Serien mit. Als Kinderstar im US-Fernsehen wurde sie in der Rolle der Dagmar Hansen in der CBS-Fernsehserie Mama bekannt. In ihren Erinnerungen Saturday's Child (2000) verurteilt sie das als Ausbeutung, obwohl sie die Arbeit als Kind gern gemacht und sich selbst als „the luckiest little girl in the whole world“ bezeichnet hatte. 1962 heiratete sie den offen homosexuellen Dichter Kenneth Pitchford, von dem sie sich später scheiden ließ. Zusammen haben sie einen Sohn, den 1969 geborenen Musiker Blake Morgan-Pitchford.
In den späten 1960er-Jahren war Morgan gemeinsam mit Abbie Hoffman und Paul Krassner zeitweilig Mitglied der Youth International Party. Zugleich wurde sie ab Ende der 1960er Jahre eine Aktivistin der US-Frauenbewegung und gehört mit Shulamith Firestone zu den Gründungsmitgliedern der New York Radical Women.
Robin Morgan lebt in Manhattan, New York City.

## Werk
Robin Morgan schrieb mehr als 20 Bücher, darunter fünf Gedichtbände, drei Romane und zahlreiche Essays. Ihre erste Anthologie Sisterhood Is Powerful (1970), eine Sammlung von Artikeln der bekanntesten US-amerikanischen Feministinnen, trug zur Verbreitung feministischen Denkens bei und einem Wandel vom Aktivismus zur Theoriebildung. Die New York Public Library zählt es zu den 100 wichtigsten Bücher des 20. Jahrhunderts. Ihre zweite Anthologie Sisterhood Is Global (1984) versammelt Beiträge über die Lebenssituation von Frauen in 70 Ländern. Mit ihrem theoretischen Werk The Anatomy of Freedom (1982, deutsch: Anatomie der Freiheit, 1985) wurde sie auch in Deutschland zu einer einflussreichen feministischen Theoretikerin der zweiten Welle der Frauenbewegung.
1984 gründete sie das Sisterhood Is Global Institute (SIGI), das Konferenzen für feministische Autorinnen organisiert und als Think Tank der Menschenrechte für Frauen weltweit fungiert. Zusammen mit Gloria Steinem war sie in den 1970er-Jahren Mitbegründerin und Redakteurin des liberal-feministischen Magazins Ms., von 1990 bis 1993 Chefredakteurin. Morgan schrieb Essays, Interviews, politische Analysen und Reportagen, die unter anderem im Guardian (US und UK), der Los Angeles Times, The New Republic, der New York Times und der Village Voice veröffentlicht wurden.
Ihre Untersuchung über die psychologischen und politischen Wurzeln des Terrorismus The Demon Lover von 1989 wurde ein Bestseller. Nach den Terroranschlägen vom 11. September 2001 erschien die zweite Auflage, um das Kapitel Letters from Ground Zero erweitert.
Robin Morgan erhielt zahlreiche Auszeichnungen, darunter den Feminist Majority Foundation Woman of the Year Award, den Front Page Award for Distinguished Journalism (Ms. Magazin) und den National Endowment for the Arts Prize (Lyrik).

## Werke
Anthologien
- Sisterhood Is Powerful: An Anthology of Writings from the Women's Liberation Movement. 1970.
- Sisterhood Is Global: The International Women's Movement Anthology. 1984.
- Sisterhood is Forever: The Women's Anthology for a New Millennium. Washington Square Press, 2003, ISBN 0-7434-6627-6.

Essays und Sachbücher
- Going Too Far: The Personal Chronicle of a Feminist. Random House, 1978, ISBN 0-394-72612-X.
- The Anatomy of Freedom. 1982; deutsch: Anatomie der Freiheit: Feminismus, Physik und Weltpolitik. Frauenoffensive, München 1985.
- Front Line Feminism, 1975-1995: Essays from Sojourner's First 20 Years.
- The Demon Lover: The Roots of Terrorism. Norton & Washington Square Press 1989, 2. Auflage. 2001, ISBN 0-7434-5293-3.
- Saturday's Child: A Memoir. W. W. Norton, 2000, ISBN 0-393-05015-7.
- Fighting Words: A Toolkit for Combating the Religious Right. Nation Books, 2006, ISBN 1-56025-948-5.

Romane
- The Mer-Child: A New Legend for Children and Other Adults. The Feminist Press at City University of NY 1991.
- The Burning Time. Melville House Publishing, 2006, ISBN 1-933633-00-X.

Lyrik
- Monster, Random House 1972.
- Upstairs in the Garden: Poems Selected and New, 1968-1988. W. W. Norton, 1991, ISBN 0-393-30760-3.
- A Hot January: Poems 1996-1999. W.W. Norton, New York 1999, ISBN 0-393-04801-2.